# Magnolia macrophylla
Magnolia macrophylla, la magnolia de hojas grandes, es una especie de planta fanerógama perteneciente a la familia Magnoliaceae, nativa del sudeste de los Estados Unidos y este de México. 

## Características
Es un árbol de tamaño medio, caduco que alcanza los 15-20 m de altura, distinguiéndose de otras especies de magnolias por el gran tamaño de sus hojas que alcanza los  25-80 cm de longitud y los 11-30 cm de ancho. Muchas de las ramas del árbol se vencen por el peso de su follaje. Esta especie tiene las más grandes hojas y flores que cualquier otra especie en Norteamérica. Es muy raro ver esta planta en la vida salvaje y se le conoce por ser cultivada.

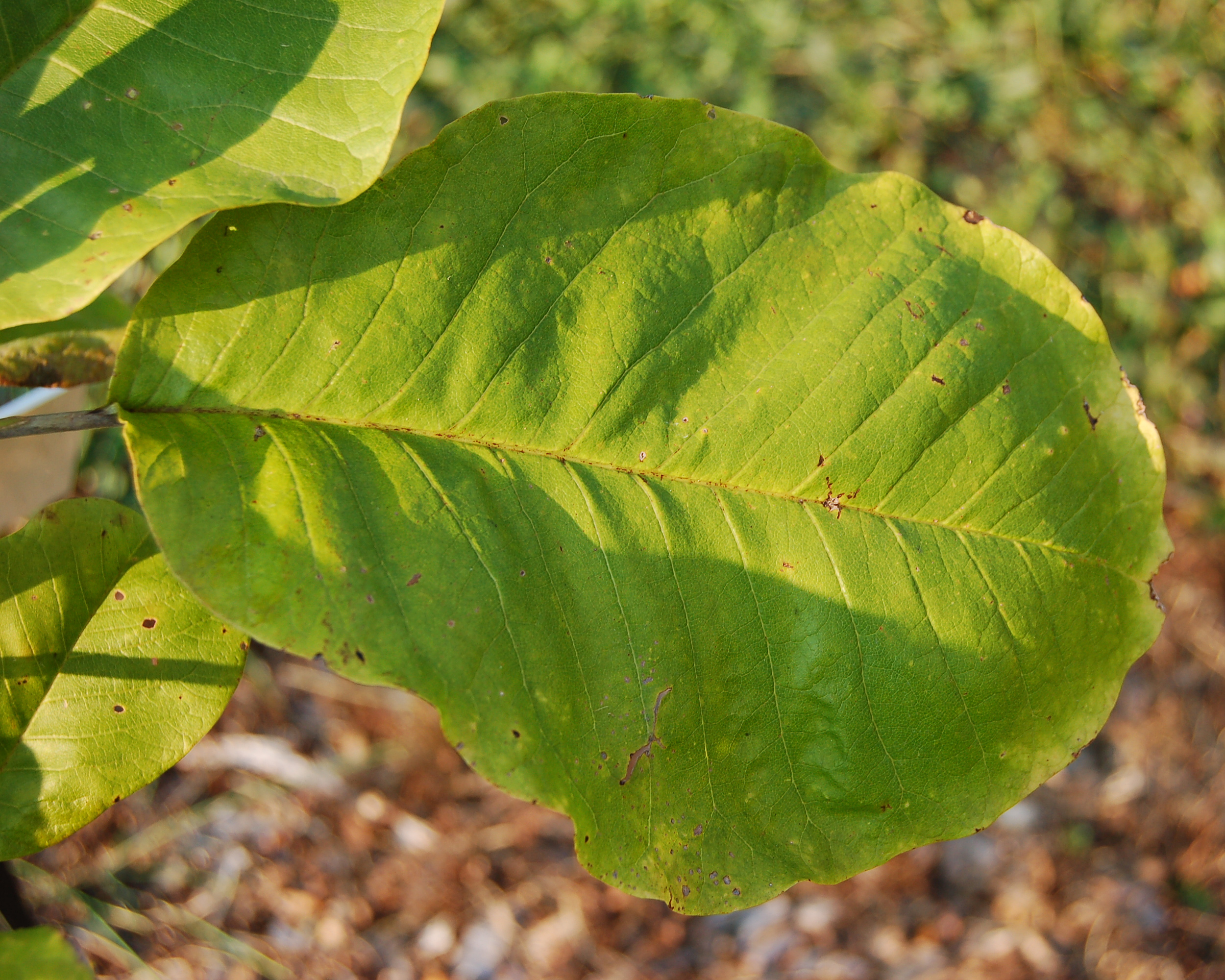
Una gran hoja.

La recolección legal e ilegal de este árbol causa un impacto adverso en su población, debido a su baja densidad de población y a la presión de los coleccionistas que pueden causar la desaparición local de esta especie.
Hay tres subespecies; los dos últimos tratados como especies separadas por algunos botánicos:
- Magnolia macrophylla subespecie. macrophylla. Sudeste de Estados Unidos de América. Árbol de  20 m; hojas de  50-90 cm long, fruto 4-10 cm longitud con más de 50 carpelos.
- Magnolia macrophylla subsp. ashei (Weath.) Spongberg. Nordeste de Florida. Status = EN peligro. Arbusto o pequeño árbol de 12 m; hojas de 25-60 cm long, fruto 4-5 cm long con menos de 50 carpelos.
- Magnolia macrophylla subsp. dealbata (Zucc.) J.D.Tobe. México (Hidalgo a Oaxaca y Vera Cruz, en selva nubosa). StatusData en peligro. Árbol de  20 m; hojas de 30-60 cm largo, fruto 8-15 cm largo con más de 70 carpelos.

## Taxonomía
Magnolia macrophylla fue descrito por André Michaux y publicado en Flora Boreali-Americana 1: 327. 1803.
Etimología
Magnolia: nombre genérico otorgado en honor de Pierre Magnol, botánico de Montpellier (Francia).
macrophylla: epíteto latino que significa "de hoja grande".
Sinonimia
- Magnolia michauxiana DC.
- Magnolia pilosissima P.Parm.[4][5][6]